# Gran Premi del Japó del 2008
La cursa del Gran Premi del Japó de Fórmula 1 ha estat la setzena cursa de la temporada 2008 i s'ha disputat al Circuit de Fuji Speedway, el 12 d'octubre del 2008.

## Qualificació per la graella
| Pos | No | Pilot                | Constructor           | Part 1   | Part 2   | Part 3   | Pos. final |
| --- | -- | -------------------- | --------------------- | -------- | -------- | -------- | ---------- |
| 1   | 22 | Lewis Hamilton       | McLaren - Mercedes    | 1:18.071 | 1:17.462 | 1:18.404 | 1          |
| 2   | 1  | Kimi Räikkönen       | Ferrari               | 1:18.160 | 1:17.733 | 1:18.644 | 2          |
| 3   | 23 | Heikki Kovalainen    | McLaren - Mercedes    | 1:18.220 | 1:17.360 | 1:18.821 | 3          |
| 4   | 5  | Fernando Alonso      | Renault               | 1:18.290 | 1:17.871 | 1:18.852 | 4          |
| 5   | 2  | Felipe Massa         | Ferrari               | 1:18.110 | 1:17.287 | 1:18.874 | 5          |
| 6   | 4  | Robert Kubica        | BMW Sauber            | 1:18.684 | 1:17.931 | 1:18.979 | 6          |
| 7   | 11 | Jarno Trulli         | Toyota                | 1:18.501 | 1:17.541 | 1:19.026 | 7          |
| 8   | 12 | Timo Glock           | Toyota                | 1:17.945 | 1:17.670 | 1:19.118 | 8          |
| 9   | 15 | Sebastian Vettel     | Toro Rosso - Ferrari  | 1:18.559 | 1:17.714 | 1:19.638 | 9          |
| 10  | 14 | Sébastien Bourdais   | Toro Rosso - Ferrari  | 1:18.593 | 1:18.102 | 1:20.167 | 10         |
| 11  | 9  | David Coulthard      | Red Bull - Renault    | 1:18.303 | 1:18.187 |          | 11         |
| 12  | 6  | Nelson Piquet Jr.    | Renault               | 1:18.300 | 1:18.274 |          | 12         |
| 13  | 10 | Mark Webber          | Red Bull - Renault    | 1:18.372 | 1:18.354 |          | 13         |
| 14  | 8  | Kazuki Nakajima      | Williams - Toyota     | 1:18.640 | 1:18.594 |          | 14         |
| 15  | 7  | Nico Rosberg         | Williams - Toyota     | 1:18.740 | 1:18.672 |          | 15         |
| 16  | 3  | Nick Heidfeld        | BMW Sauber            | 1:18.835 |          |          | 16         |
| 17  | 17 | Rubens Barrichello   | Honda                 | 1:18.882 |          |          | 17         |
| 18  | 16 | Jenson Button        | Honda                 | 1:19.100 |          |          | 18         |
| 19  | 20 | Adrian Sutil         | Force India - Ferrari | 1:19.163 |          |          | 19         |
| 20  | 21 | Giancarlo Fisichella | Force India - Ferrari | 1:19.910 |          |          | 20         |

## Cursa
| Pos | No | Pilot                | Constructor           | Voltes | Temps / Retirada | Graella | Punts |
| --- | -- | -------------------- | --------------------- | ------ | ---------------- | ------- | ----- |
| 1   | 5  | Fernando Alonso      | Renault               | 67     | 1: 30' 21. 892   | 4       | 10    |
| 2   | 4  | Robert Kubica        | BMW Sauber            | 67     | + 5.283 s        | 6       | 8     |
| 3   | 1  | Kimi Räikkönen       | Ferrari               | 67     | + 6.400 s        | 2       | 6     |
| 4   | 6  | Nelson Piquet Jr.    | Renault               | 67     | + 20.570 s       | 12      | 5     |
| 5   | 11 | Jarno Trulli         | Toyota                | 67     | + 23.767 s       | 7       | 4     |
| 6   | 15 | Sebastian Vettel     | Toro Rosso - Ferrari  | 67     | + 39.207 s       | 9       | 3     |
| 7   | 2  | Felipe Massa         | Ferrari               | 67     | + 46.158 s       | 5       | 2     |
| 8   | 10 | Mark Webber          | Red Bull - Renault    | 67     | + 50.811 s       | 13      | 1     |
| 9   | 3  | Nick Heidfeld        | BMW Sauber            | 67     | + 54.120 s       | 16      |       |
| 10  | 14 | Sébastien Bourdais¹  | Toro Rosso - Ferrari  | 67     | + 59.085 s       | 10      |       |
| 11  | 7  | Nico Rosberg         | Williams - Toyota     | 67     | + 1:02.096 min.  | 15      |       |
| 12  | 22 | Lewis Hamilton       | McLaren - Mercedes    | 67     | + 1:18.900 min.  | 1       |       |
| 13  | 17 | Rubens Barrichello   | Honda                 | 66     | + 1 Volta        | 17      |       |
| 14  | 16 | Jenson Button        | Honda                 | 66     | + 1 Volta        | 18      |       |
| 15  | 8  | Kazuki Nakajima      | Williams - Toyota     | 66     | + 1 Volta        | 14      |       |
| Ret | 21 | Giancarlo Fisichella | Force India - Ferrari | 21     | Caixa canvi      | 20      |       |
| Ret | 23 | Heikki Kovalainen    | McLaren - Mercedes    | 16     | Hidràulics       | 3       |       |
| Ret | 20 | Adrian Sutil         | Force India - Ferrari | 8      | Punxada          | 19      |       |
| Ret | 12 | Timo Glock           | Toyota                | 6      | Accident         | 8       |       |
| Ret | 9  | David Coulthard      | Red Bull - Renault    | 0      | Accident         | 11      |       |

- Sebastien Bourdais ha estat penalitzat amb 25 segons per un incident amb Felipe Massa, perdent la sisena posició que havia conquerit en finalitzar la cursa.

## Altres
- Volta ràpida: Felipe Massa 1' 18. 426 (a la volta 55)
- Pole: Lewis Hamilton 1: 18. 404

| Anterior G.P.: Gran Premi de Singapur del 2008 | FIA 2008 Fórmula 1 Campionat mundial | Següent G.P.: Gran Premi de la Xina del 2008 |
| Anterior G.P.: Gran Premi del Japó del 2007    | Gran Premi del Japó                  | Següent G.P.: Gran Premi del Japó del 2009   |